# Khaga
Khaga là một thị xã và là một nagar panchayat của quận Fatehpur thuộc bang Uttar Pradesh, Ấn Độ.

## Địa lý
Khaga có vị trí 25°47′B 81°07′Đ / 25,78°B 81,12°Đ Nó có độ cao trung bình là 107 mét (351 feet).

## Nhân khẩu
Theo điều tra dân số năm 2001 của Ấn Độ, Khaga có dân số 12.020 người. Phái nam chiếm 53% tổng số dân và phái nữ chiếm 47%. Khaga có tỷ lệ 63% biết đọc biết viết, cao hơn tỷ lệ trung bình toàn quốc là 59,5%: tỷ lệ cho phái nam là 72%, và tỷ lệ cho phái nữ là 53%. Tại Khaga, 15% dân số nhỏ hơn 6 tuổi.